# تپه کمک
تپه کمک مربوط به سدهٔ ۱۲–۹ ه.ق است و در شهرستان زهک، بخش مرکزی، دهستان زهک، چسبیده به ضلع شمالی روستای کمک واقع شده و این اثر در تاریخ ۱۳ آبان ۱۳۸۶ با شمارهٔ ثبت ۱۹۷۸۷ به‌عنوان یکی از آثار ملی ایران به ثبت رسیده است.